# لوري بريستو
لوري بريستو (بالإنجليزية: Laurie Bristow)‏ هو دبلوماسي بريطاني، ولد في 23 نوفمبر 1963.